# Jean Guillaume Antoine Luthereau
Jean Guillaume Antoine Luthereau, né le 13 octobre 1810 à Bayeux et mort le 20 mai 1890 à Paris 14e, est un peintre, journaliste et éditeur scientifique.

## Biographie
Après avoir débuté, en 1837, par des chroniques et feuilletons dans l’Indicateur de Bayeux, sous le nom de « vicomte H. de Roberval », Luthereau a vécu, de 1842 à 1845, à Paris, où il a fondé la France élégante et la Province et Paris. Il a collaboré, sous ce pseudonyme et encore sous ceux de « Jacques Le Normand » et « Francisque Maigret » à beaucoup de journaux étrangers, surtout en Belgique, comme l’International, l’Europe artiste, au Courrier de Paris, au Siècle industriel, etc.
Relocalisé à Bruxelles, il y a pris la direction des publications de la Société des beaux-arts et été rédacteur en chef de la Renaissance, pendant près de huit ans. Membre de la Société belge et de la Société française pour la conservation des monuments historiques, il a donné anonymement, en 1851, une petite critique amusante du Salon de l’année sous le titre de : le Diable au Salon, et écrit dans divers journaux français sous son nom ainsi abrégé : « Jean Luther ».
De retour à Paris en 1855, il a pris part à la fondation de divers journaux et entreprises commerciales ou industrielles, comme La Célébrité, journal officiel de l’Institut polytechnique, en 1857, qui fusionnera en 1866, avec la Gazette des abonnés pour devenir la Célébrité et la Gazette des abonnés réunies Journal pour rien Moniteur hebdomadaire illustré de tous les progrès accomplis dans les sciences, les lettres, les arts et l’industrie, le Panthéon de la jeune France, la Belgique industrielle. À sa mort, il rédigeait encore, depuis de nombreuses années, au Rappel, une « Semaine commerciale » s’occupant des produits de consommation, qui donnait des renseignements sur les cours des diverses denrées alimentaires.
Comme peintre, le musée de Bayeux conserve de lui le Portrait de sa mère, et le musée de Versailles le portrait de Jacques Bazin de Bezons. Comme critique d’art, il a publié un Examen critique du salon de 1845, sous le nom de plume d’« un peintre d'histoire ». Comme éditeur scientifique, on lui doit la publication des textes de son compatriote bayeusain Jean Joret (d) , édition précédée de considérations historiques sur les origines, le développement et les progrès de la langue et de la poésie françaises, où il prend le parti de Gervais de La Rue dans la question des origines de la langue française.

## Peintures
- Portrait de sa mère, musée de Bayeux.
- Jacques Bazin, comte de Bezons, maréchal de France (1646-1733), 1840, musée de Versailles.
- Saint Jean-Baptiste, 1844, église d’Allanche.

## Publications
- Jean Joret, poète normand du XVe siècle, escripteur des rois Charles VII, Louis XI et Charles VIII : précédée de considérations historiques sur les origines, le développement et les progrès de la langue et de la poésie françaises et suivie de tablettes historiques et bibliographiques, Paris, Derache, 1841, 244 p., in-8º (OCLC 2851824, lire en ligne).
- Album du Salon, 1845.
- Le Livre d'or des familles, ou la Terre Sainte illustrée, 1841, in-8º.
- Revue du Salon, 1848, in-4º.
- Revue de l’exposition des Beaux-Arts, 1854, in-32.
- Le Diable au Salon, revue comique, 1851, in-32.
- Un peintre d'histoire, Album du salon de 1845 : Examen critique de l'exposition, par—, accompagné d'un choix des tableaux les plus remarquables exécutés en lithographie à deux teintes, par MM. Stroobant et Ghémar, Bruxelles, Société des Beaux-Arts, 1845, 160 p., 20 pl. in-4º (OCLC 80791716).
- J.-A. L., Opinions d’un bibliophile sur l’estampe de 1418 : conservée à la Bibliothèque royale de Bruxelles, Bruxelles, de Wasmes, 1846, 20 p., 3 pl. de fac-simile, br. gr. in-4º (OCLC 36361415, lire en ligne sur Gallica).
- Les Inventeurs devant la loi, Paris, Lacroix et Baudry, 1860, 94 p., in-12 (OCLC 457749636, lire en ligne sur Gallica).